# Episodi di Sanford (seconda stagione)
La seconda stagione della sit-com Sanford è stata trasmessa negli Stati Uniti dal 9 gennaio 1981. In Italia questa stagione è trasmessa col titolo Sanford.
| nº | Titolo originale             | Titolo italiano | Prima TV USA    | Prima TV Italia |
| -- | ---------------------------- | --------------- | --------------- | --------------- |
| 1  | Here Comes the Bride: Part 1 |                 | 9 gennaio 1981  |                 |
| 2  | Here Comes the Bride: Part 2 |                 | 9 gennaio 1981  |                 |
| 3  | Fred Has the Big One         |                 | 16 gennaio 1981 |                 |
| 4  | Cal the Coward               |                 | 23 gennaio 1981 |                 |
| 5  | Love Is Blind                |                 | 30 gennaio 1981 |                 |
| 6  | Cal's Mom                    |                 | 29 maggio 1981  |                 |
| 7  | Gaslight                     |                 | 5 giugno 1981   |                 |
| 8  | Freeway                      |                 | 12 giugno 1981  |                 |
| 9  | Jury Duty                    |                 | 19 giugno 1981  |                 |
| 10 | Cal's Illegal Alien          |                 | 26 giugno 1981  |                 |
| 11 | Private Lives                |                 | 3 luglio 1981   |                 |
| 12 | To Keep a Thief              |                 | 10 luglio 1981  |                 |